# نبرد یاهاگی-گاوا
نبرد یاهاگی-گاوا (به ژاپنی: 矢作川の戦い Yahagi-gawa no Tatakai) یکی از نبردهای وابسته به جنگ گنپی مابین خاندان تایرا و خاندان میناموتو بود. پس از نبرد سونوماتا-گاوا، میناموتو نو یوکی‌ایه در تعقیب جنگجویان خاندان تایرا قرار گرفت وی تلاش کرد که از طریق نابود کردن پل روی رود یاهاگی و ایجاد یک دیوار محافظتی از مواضع خود دفاع کند اما در پایان وی مجبور به عقب‌نشینی شد، اما به زودی زمانی که رهبر جنگجویان خاندان تایرا، تایرا نو توموموری بیمار شد. جنگجویان خاندان تایرا از تعقیب آنها دست برداشتند.